# Witold Baran
Witold Baran (Chmielów, 29 de julio de 1939-22 de junio de 2020) fue un atleta polaco especializado en la prueba de 1500 m, en la que consiguió ser subcampeón europeo en 1962.

## Carrera deportiva
En el Campeonato Europeo de Atletismo de 1962 ganó la medalla de plata en los 1500 metros, corriéndolos en un tiempo de 3:42.0 segundos, llegando a meta tras el francés Michel Jazy y por delante del checoslovaco Tomáš Salinger.